# Liga Europea de la EHF femenina 2023-24
La Liga Europea Femenina EHF 2023-24 fue la cuadragésimo tercera (43.ª) edición de la segunda competición de balonmano femenino (la Liga Europea de la EHF femenina, más conocida por su nombre en inglés EHF European League) que organiza la Federación Europea de Balonmano y se celebró del 23 de septiembre de 2023 al 12 de mayo de 2024.Se proclamó campeón el Storhamar HE noruego.
Ikast Håndbold es el equipo que debería defender la competición pero, al participar en la Liga de Campeones de esta temporada, no existe un defensor del título.

## Clasificaciones
Al contrario que anteriores temporadas, para dirimir los puntos y equipos que se clasifican para esta competición, la EHF decidió realizar clasificaciones separadas para cada competición de clubes. 
- Las federaciones del grupo 1 y 2 pueden tener cuatro clubes clasificados.
- Las federaciones del grupo 3 a 9 pueden tener tres clubes clasificados.
- Las federaciones del grupo 10 a 18 pueden tener dos clubes clasificados.
- Las federaciones del grupo19 a 31 pueden tener un club clasificado.
- Las federaciones por debajo del top 31 no pueden participar en esta competición.

| Ranking | Asociación          | Puntos | Equipos |
| ------- | ------------------- | ------ | ------- |
| 1       | Dinamarca           | 101.00 | 2       |
| 2       | Hungría             | 86.00  | 2       |
| 3       | Alemania            | 80.33  | 4       |
| 4       | Rumanía             | 74.67  | 3       |
| 5       | Francia             | 72.00  | 3       |
| 6       | Rusia               | 51.33  | 0       |
| 7       | Croacia             | 47.00  | 2       |
| 8       | Noruega             | 46.00  | 4       |
| 9       | Polonia             | 37.00  | 1       |
| 10      | Turquía             | 32.00  | 1       |
| 11      | República Chequia   | 19.00  | 1       |
| 12      | España              | 18.00  | 2       |
| 13      | Suecia              | 12.67  | 2       |
| 14      | Serbia              | 8.00   | 2       |
| 15      | Austria             | 4.67   | 1       |
| 16      | Bielorrusia         | 4.00   | 0       |
| 17      | Ucrania             | 4.00   | 0       |
| 18      | Eslovaquia          | 3.67   | 0       |
| 19      | Grecia              | 3.67   | 1       |
| 20      | Países Bajos        | 2.67   | 0       |
| 21      | Finlandia           | 1.50   | 0       |
| 21      | Islandia            | 1.50   | 1       |
| 23      | Suiza               | 1.00   | 2       |
| 23      | Macedonia del Norte | 1.00   | 0       |
| 23      | Portugal            | 1.00   | 0       |
| 26      | Luxemburgo          | 0.50   | 0       |
| 27      | Azerbaiyán          | 0.33   | 0       |
| 27      | Chipre              | 0.33   | 0       |
| 27      | Israel              | 0.33   | 0       |
| 27      | Italia              | 0.33   | 0       |
| 27      | Kosovo              | 0.33   | 0       |
| 32      | Resto               | 0.00   | 0       |

## Equipos clasificados
| Fase de grupos                 | Fase de grupos                | Fase de grupos                 | Fase de grupos                 |
| ------------------------------ | ----------------------------- | ------------------------------ | ------------------------------ |
| Nykøbing Falster Håndbold (4º) | Thüringer HC (2º)             | Motherson Mosonmagyaróvár (4º) | CS Gloria Bistrița (3º)        |
| Tercera ronda                  |                               |                                |                                |
| RK Lokomotiva Zagreb (1º)      | Podravka Vegeta (2º)          | DHK Baník Most (2º)            | København Håndbold (5º)        |
| Neptunes de Nantes (3º)        | Chambray Touraine HB (4º)     | Borussia Dortmund (3º)         | HSG Bensheim-Auerbach (4º)     |
| Praktiker-Vác (5º)             | Storhamar Håndball Elite (2º) | Sola HK (3º)                   | MKS FunFloor Perła Lublin (2º) |
| CSM Târgu Jiu (10º)            | ŽORK Jagodina (1º)            | Super Amara Bera Bera (3º)     | H65 Höörs HK (2º)              |
| LC Brühl Handball (1º)         | Kastamonu Bld. GSK (1º)       |                                |                                |
| Segunda ronda                  |                               |                                |                                |
| Hypo Niederösterreich (1º)     | JDA Bourgogne Dijon HB (5º)   | VfL Oldenburg (5º)             | AC PAOK (1º)                   |
| Valur (1º)                     | Larvik HK (4º)                | Molde Elite (5º)               | HC Dunărea Brăila (4º)         |
| ŽRK Železničar (2º)            | Costa del Sol Málaga (1º)     | Önnereds HK (3º)               | Spono Eagles (2º)              |

## Fases clasificatorias[5]
| Equipo                 | Agreg. | Equipo               | Ida   | Vuelta |
| ---------------------- | ------ | -------------------- | ----- | ------ |
| VfL Oldenburg          | 62-67  | AC PAOK              | 37-22 | 25-25  |
| Spono Eagles           | 63-62  | ŽRK Železničar       | 30-28 | 33-34  |
| Larvik HK              | 58-68  | Costa del Sol Malaga | 31-35 | 27-33  |
| Hypo Niederösterreich  | 63-64  | Önnereds HK          | 29-27 | 34-37  |
| Valur                  | 43-60  | HC Dunărea Brăila    | 29-30 | 14-30  |
| JDA Bourgogne Dijon HB | 52-75  | Molde Elite          | 29-3  | 23-40  |

| Equipo                   | Agreg. | Equipo                    | Ida   | Vuelta |
| ------------------------ | ------ | ------------------------- | ----- | ------ |
| HSG Bensheim-Auerbach    | 54-44  | VfL Oldenburg             | 27-19 | 28-25  |
| LC Brühl Handball        | 43-53  | RK Lokomotiva Zagreb      | 23-28 | 20-25  |
| Praktiker-Vác            | 70-54  | Kastamonu Bld. GSK        | 37-21 | 33-32  |
| Borussia Dortmund        | 46-52  | HC Dunărea Brăila         | 24-25 | 22-27  |
| Storhamar Håndball Elite | 73-60  | H65 Höörs HK              | 37-28 | 36-32  |
| Chambray Touraine HB     | 60-47  | DHK Baník Most            | 33-20 | 27-27  |
| Spono Eagles             | 43-58  | Podravka Vegeta           | 17-26 | 26-32  |
| Neptunes de Nantes       | 75-52  | Molde Elite               | 45-28 | 30-24  |
| Sola HK                  | 67-66  | Super Amara Bera Bera     | 39-32 | 28-34  |
| Önnereds HK              | 50-55  | CSM Târgu Jiu             | 27-29 | 23-26  |
| ŽORK Jagodina            | 44-80  | MKS FunFloor Perła Lublin | 20-36 | 24-44  |
| Costa del Sol Malaga     | 54-49  | København Håndbold        | 29-29 | 25-20  |

## Fase de grupos
La fase de grupos se sortea el 23 de noviembre de 2023 entre los equipos que han pasado de la ronda 3. Se conformarán grupos de cuatro integrantes, donde se enfrentarán todos contra todos. Los días de partidos serán los meses de enero y febrero (6-7, 13-14 y 20-21 de enero del 2024, 3-4, 10-11 y 17-18 de febrero).Los resultados, tras la fase de grupos completa queda como sigue:
| Pos | Equipo                    | J | G | E | P | GF  | GC  | Pt |       | E1    | E2    | E3    | E4 |
| --- | ------------------------- | - | - | - | - | --- | --- | -- | ----- | ----- | ----- | ----- | -- |
| 1   | Storhamar Håndball Elite  | 6 | 5 | 0 | 1 | 169 | 138 | 10 | ***   | 31-22 | 27-26 | 35-17 |    |
| 2   | Podravka Vegeta           | 6 | 3 | 1 | 2 | 147 | 148 | 7  | 23-19 | ***   | 25-23 | 27-24 |    |
| 3   | Nykøbing Falster Håndbold | 6 | 2 | 0 | 4 | 154 | 155 | 4  | 26-27 | 23-22 | ***   | 32-27 |    |
| 4   | Praktiker-Vác             | 6 | 1 | 1 | 4 | 147 | 176 | 3  | 24-30 | 28-28 | 27-24 | ***   |    |

| Pos | Equipo               | J | G | E | P | GF  | GC  | Pt |       | E1    | E2    | E3    | E4  |
| --- | -------------------- | - | - | - | - | --- | --- | -- | ----- | ----- | ----- | ----- | --- |
| 1   | HC Dunărea Brăila    | 6 | 5 | 0 | 1 | 176 | 150 | 10 | ***   | 33-23 | 27-21 | 34-26 |     |
| 2   | Thüringer HC         | 6 | 5 | 0 | 1 | 173 | 146 | 10 | 32-28 | ***   | 29-22 | 29-17 |     |
| 3   | Chambray Touraine HB | 6 | 2 | 0 | 4 | 143 | 159 | 4  | 19-24 | 25-32 | ***   | 27-25 |     |
| 4   | RK Lokomotiva Zagreb | 6 | 0 | 0 | 6 | 140 | 177 | 0  |       | 29-30 | 21-28 | 22-29 | *** |

| Pos | Equipo                    | J | G | E | P | GF  | GC  | Pt |       | E1    | E2    | E3    | E4  |
| --- | ------------------------- | - | - | - | - | --- | --- | -- | ----- | ----- | ----- | ----- | --- |
| 1   | CS Gloria Bistrița        | 6 | 5 | 1 | 0 | 176 | 148 | 11 | ***   | 19-19 | 33-24 | 44-24 |     |
| 2   | Neptunes de Nantes        | 6 | 3 | 1 | 2 | 190 | 171 | 7  | 29-34 | ***   | 39-27 | 39-25 |     |
| 3   | HSG Bensheim-Auerbach     | 6 | 2 | 0 | 4 | 182 | 200 | 4  | 27-35 | 37-30 | ***   | 35-29 |     |
| 4   | MKS FunFloor Perła Lublin | 6 | 1 | 0 | 5 | 166 | 195 | 2  |       | 26-29 | 29-34 | 34-32 | *** |

| Pos | Equipo                    | J | G | E | P | GF  | GC  | Pt |       | E1    | E2    | E3    | E4  |
| --- | ------------------------- | - | - | - | - | --- | --- | -- | ----- | ----- | ----- | ----- | --- |
| 1   | Sola HK                   | 6 | 5 | 0 | 1 | 195 | 164 | 10 | ***   | 28-32 | 36-31 | 40-29 |     |
| 2   | Motherson Mosonmagyaróvár | 6 | 4 | 0 | 2 | 167 | 161 | 8  | 29-34 | ***   | 25-23 | 33-27 |     |
| 3   | Costa del Sol Málaga      | 6 | 3 | 0 | 3 | 170 | 164 | 6  | 22-26 | 29-26 | ***   | 30-26 |     |
| 4   | CSM Târgu Jiu             | 6 | 0 | 0 | 6 | 148 | 191 | 0  |       | 21-31 | 20-22 | 25-35 | *** |

## Cuartos de final
Los cuartos de final, sin sorteo sino por clasificación directa y con la vuelta en casa del equipo ganador de grupo se realizó entre los equipos clasificados en segunda posición y primera posición de cada grupo.
| Equipo 1                  | Agr   | Equipo 2                 | Ida   | Vuelta |
| ------------------------- | ----- | ------------------------ | ----- | ------ |
| Thüringer HC              | 61-72 | Storhamar Håndball Elite | 35-39 | 26-33  |
| Podravka Vegeta           | 51-58 | HC Dunărea Brăila        | 26-32 | 25-26  |
| Motherson Mosonmagyaróvár | 57-57 | CS Gloria Bistrița       | 30-32 | 27-25  |
| Neptunes de Nantes        | 70-57 | Sola HK                  | 31-27 | 39-30  |

## Final a cuatro
La final a 4 se celebró en el Raiffeisen Sportpark en Graz, Austria, el 11 y 12 de mayo de 2004. El sorteo se realizó el 26 de marzo de 2024.
|  | Semifinales        | Semifinales     |    |  | Final        | Final |  |
|  |                    |                 |    |  |              |       |  |
|  | 11 de mayo         |                 |    |  |              |       |  |
|  | Storhamar HE       | 28              |    |  |              |       |  |
|  | Neptunes de Nantes | 27              |    |  |              |       |  |
|  |                    |                 |    |  |              |       |  |
|  |                    |                 |    |  | 12 de mayo   |       |  |
|  |                    |                 |    |  | Storhamar HE | 29    |  |
|  |                    | Gloria Bistrita | 27 |  |              |       |  |
|  |                    |                 |    |  |              |       |  |
|  |                    |                 |    |  |              |       |  |
|  |                    |                 |    |  |              |       |  |
|  | 11 de mayo         |                 |    |  |              |       |  |
|  | Gloria Bistrita    | 37              |    |  |              |       |  |
|  | HC Dunărea Brăila  | 26              |    |  |              |       |  |